# Douchy-lès-Ayette British Cemetery
Le  Douchy-lès-Ayette  British Cemetery est un cimetière militaire de la Première Guerre mondiale, situé sur le territoire de la commune de Douchy-lès-Ayette, dans le département du Pas-de-Calais, au sud d'Arras.

## Localisation
Ce cimetière est situé à la sortie est du village, sur la D7, Rue d'Ayette, en face du cimetière communal.

## Histoire

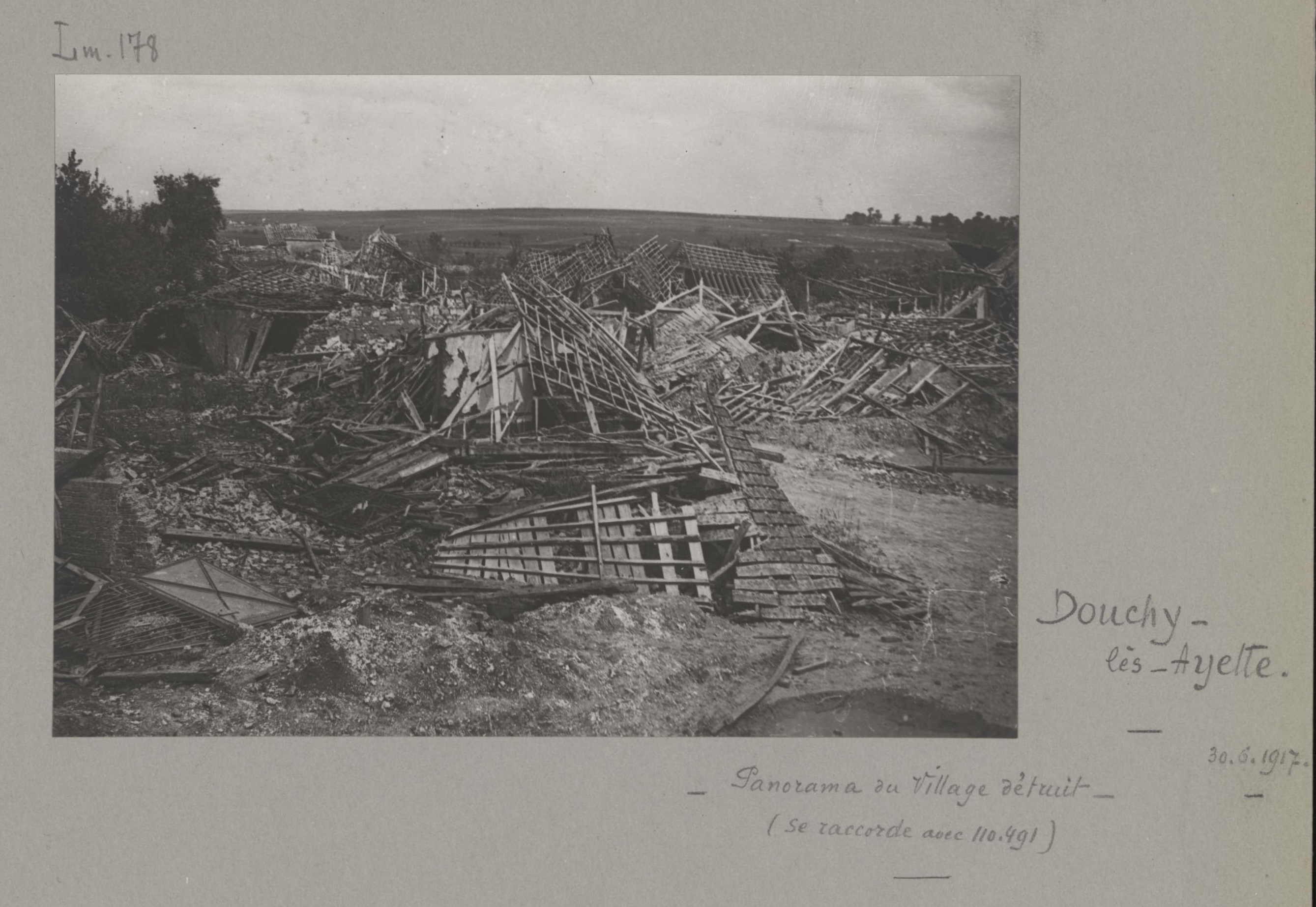
Ruines de Douchy-lès-Ayette en juin 1917.

Aux mains des Allemands dès fin août 1914, le village restera loin des combats jusqu'en mars 1917, date à laquelle les Allemands  évacueront tous les habitants et détruiront  les habitations pour transformer la zone en un no man’s land à la suite de leur retrait sur la ligne Hindenburg.

Les ruines de Douchy-lès-Ayette sont occupées par les troupes britanniques en 21 mars 1917 après le retrait des Allemands sur la Ligne Hindenburg. En mars 1918, lors de l'offensive du Printemps, l'ennemi avance jusqu'aux abords du cimetière communal et le tient quelques jours. Le secteur sera définitivement repris en août 1918.

Ce cimetière britannique a été commencé en août et septembre 1918 par l'officier des sépultures de la 3e division pour inhumer les 81 soldats tombés lors des combats pour libérer le secteur. Après l'armistice, de nombreuses sépultures provenant des champs de bataille d'Arras et de l'Ancre et d'autres nécropoles y ont été apportées.

Il y a maintenant  de 738 victimes de la guerre 1914-18 commémorées sur ce site dont 246 ne sont pas identifiées. Il y a également une tombe de soldat allemand
.

## Caractéristiques
Ce vaste cimetière, au plan rectangulaire de 60 m sur 35, est entouré d'un muret de moellons. Le cimetière a été conçu par les architectes britanniques Edwin Lutyens et George Hartley Goldsmith  (d).

## Galerie

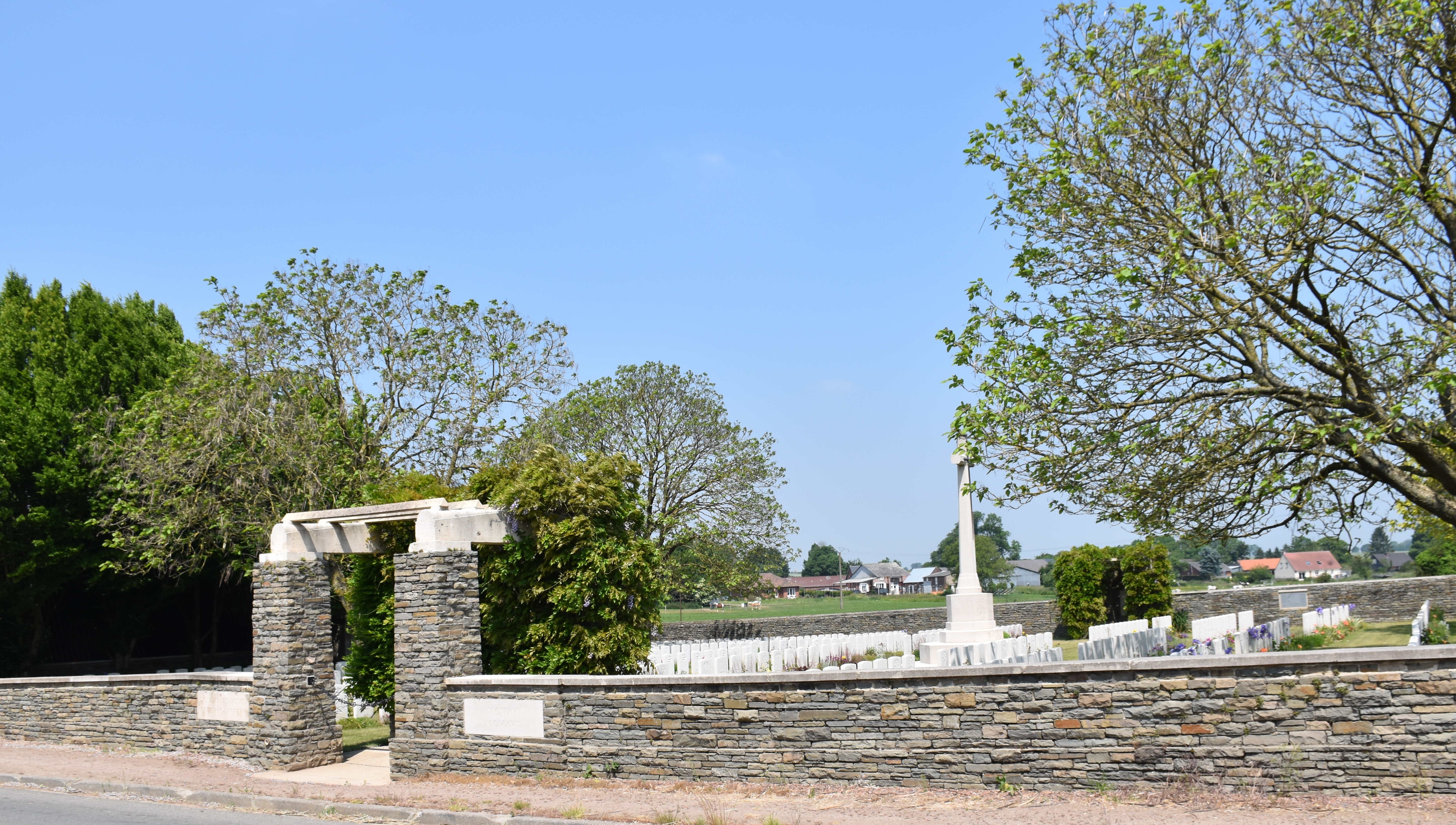
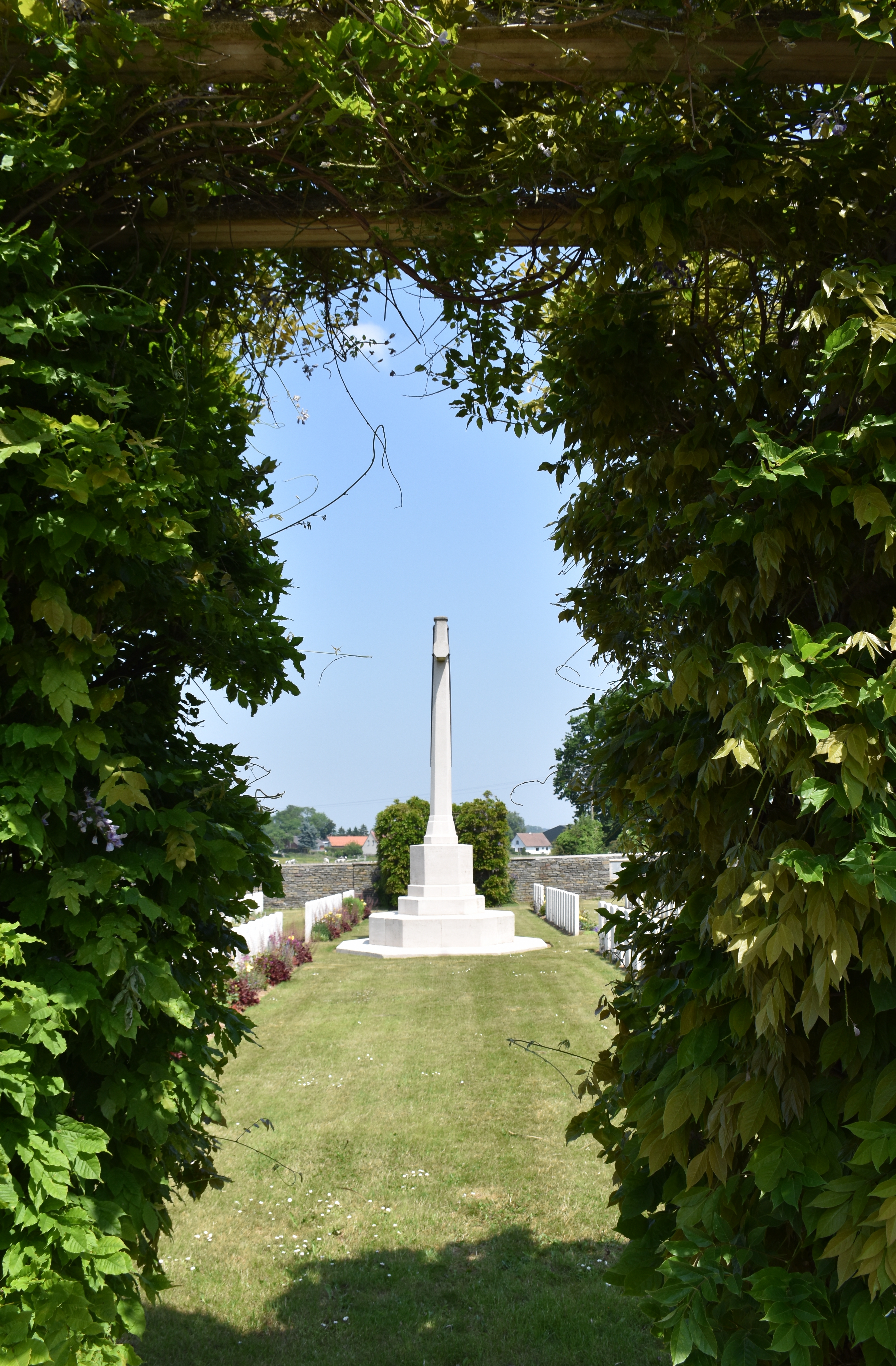
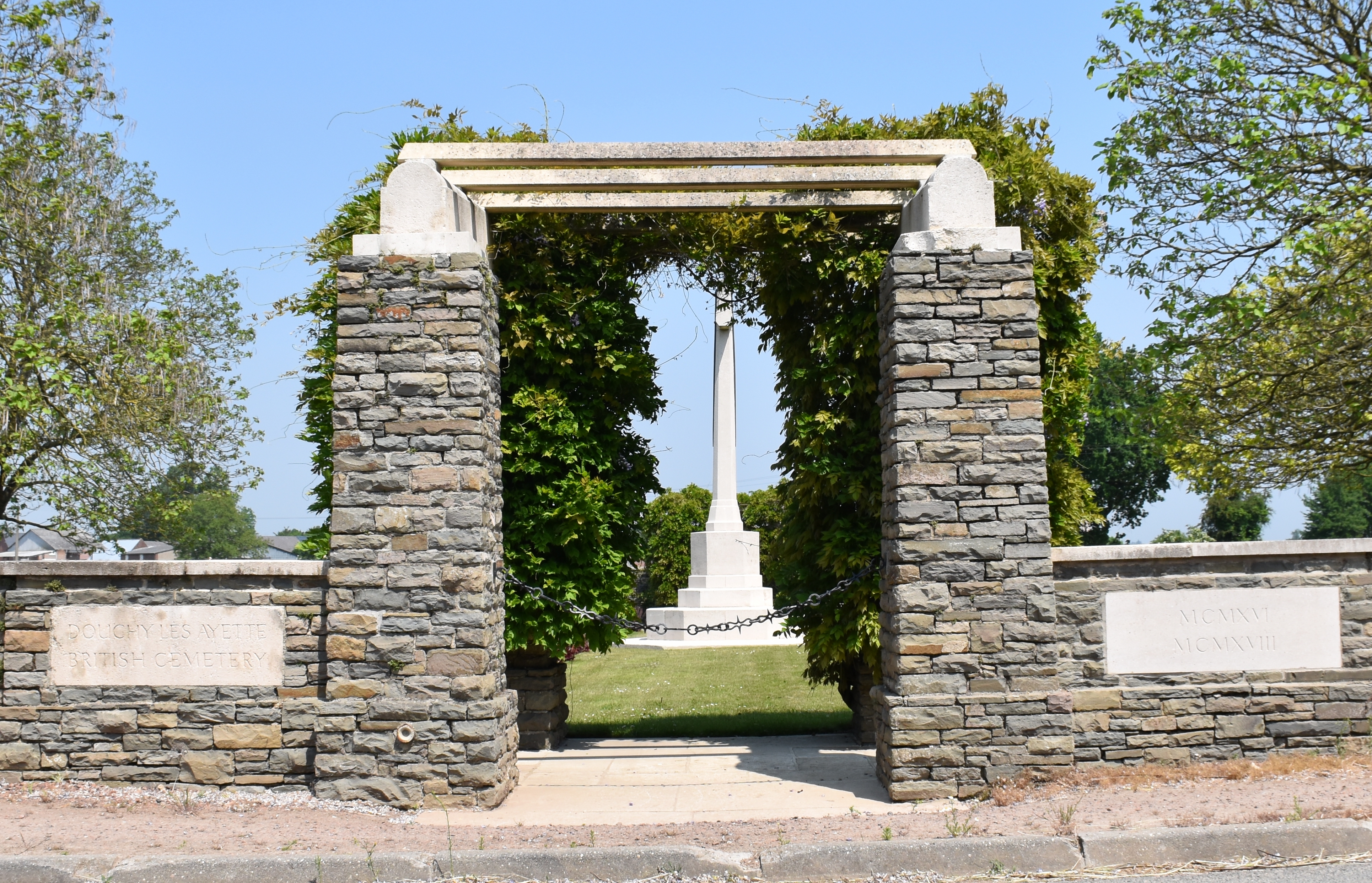
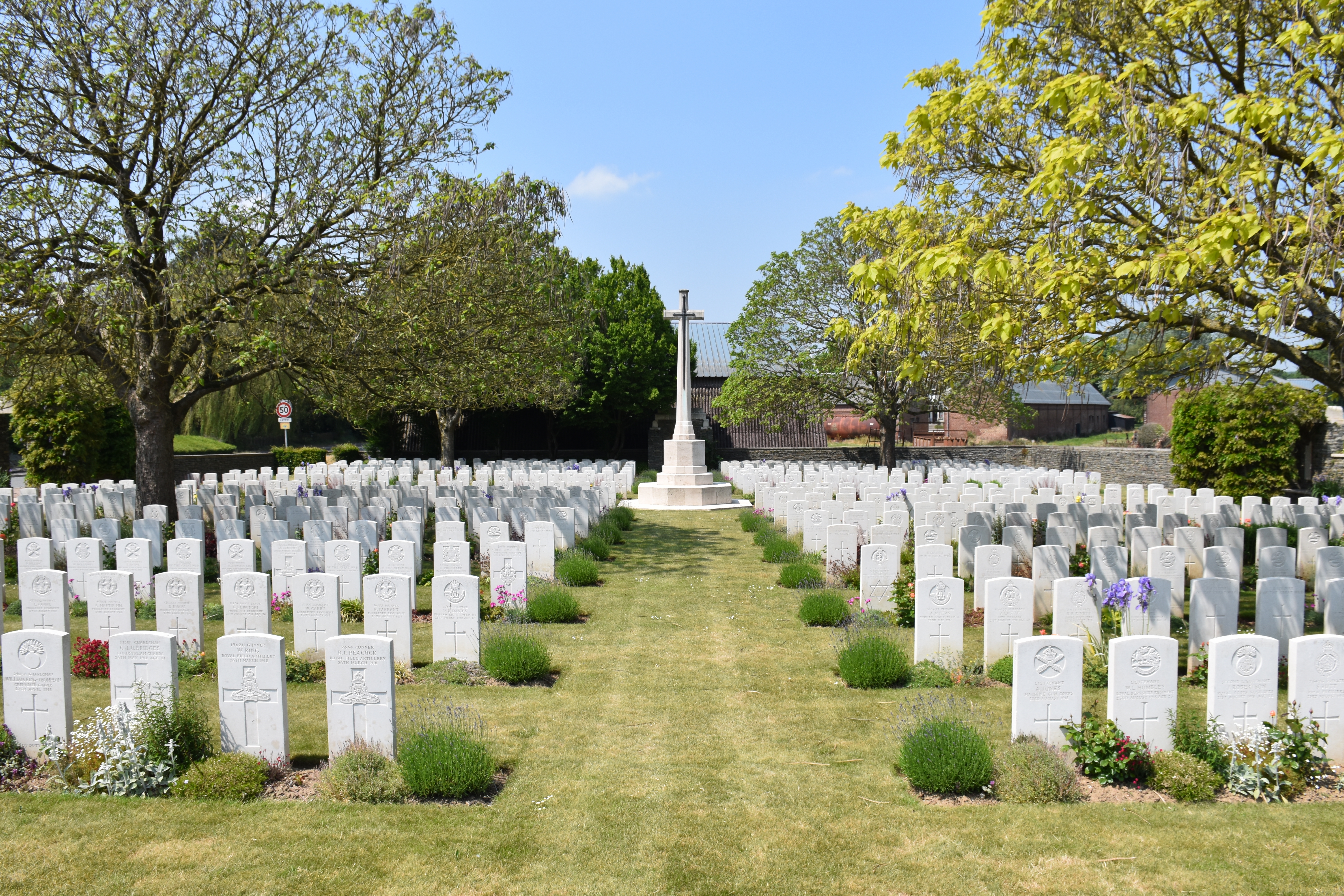
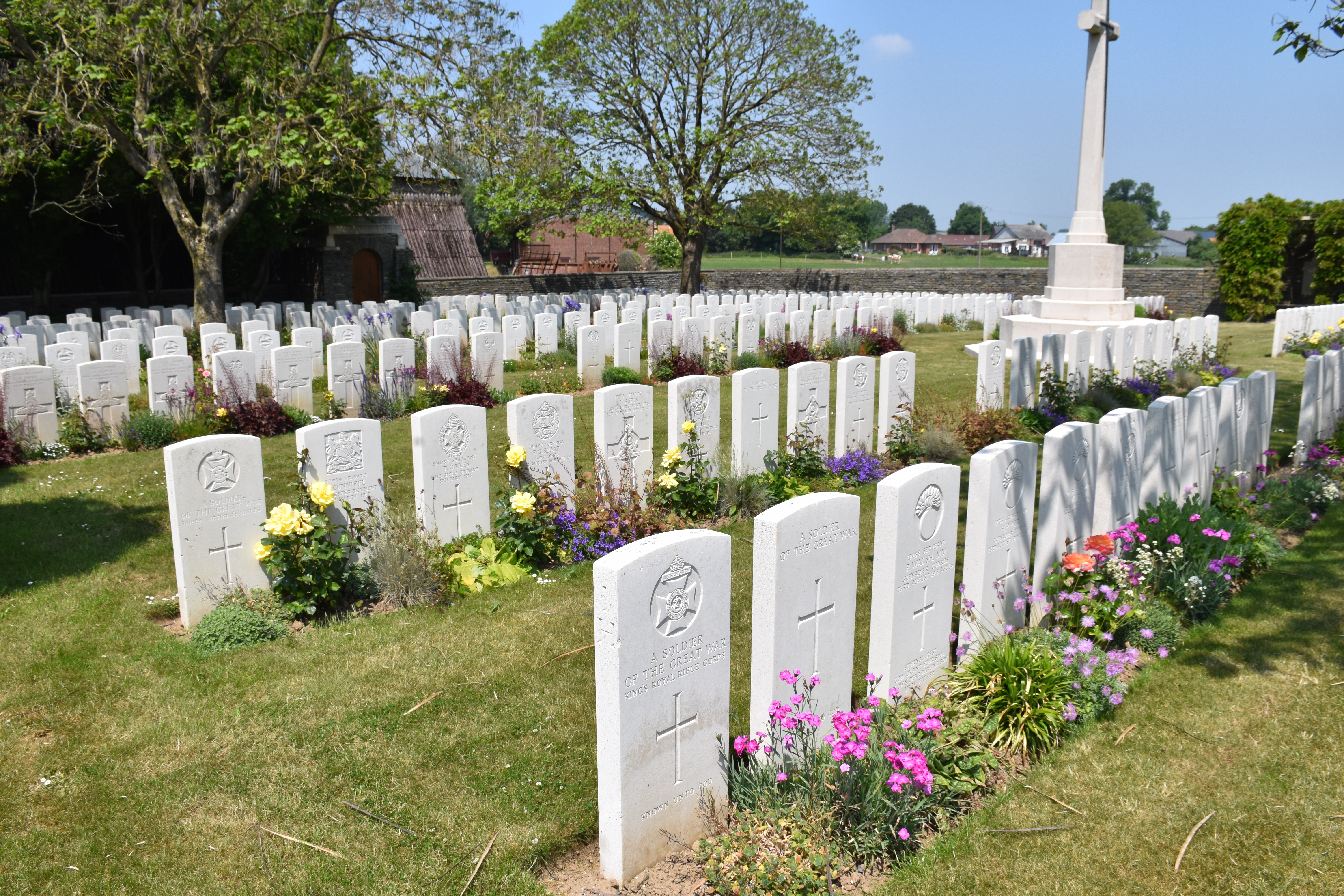
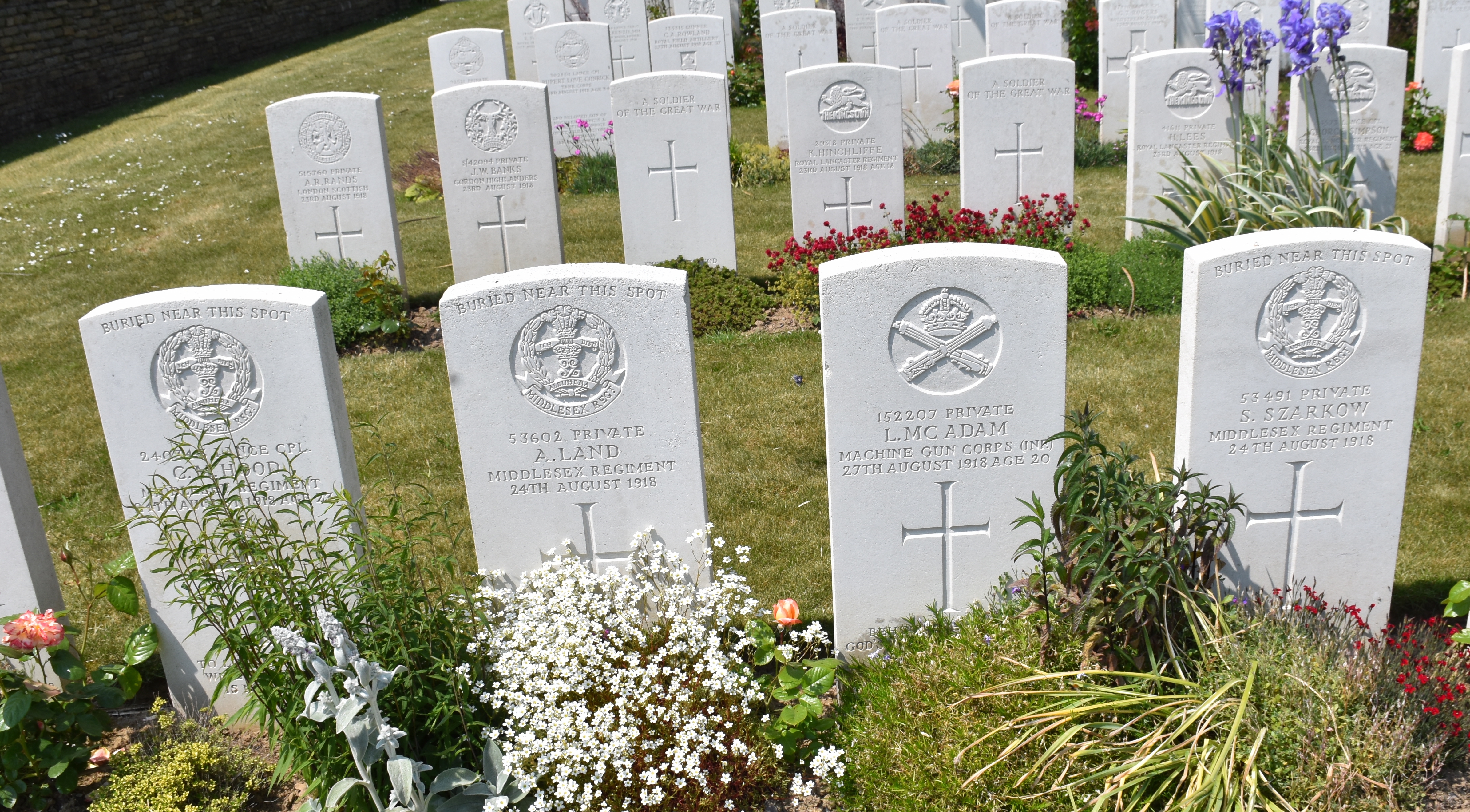

## Sépultures
| Pays           | Sépultures |
| -------------- | ---------- |
| Royaume-Uni    | 730        |
| Australie      | 5          |
| Canada         | 1          |
| Afrique du Sud | 2          |
| Allemagne      | 1          |
| Total          | 739        |

## Pour approfondir